# Eli Shukron
Eli Shukron ist ein israelischer Archäologe, der seit den 1990er Jahren für die Israel Antiquities Authority zusammen mit anderen Wissenschaftlern Ausgrabungen in und um Jerusalem durchführte.

## Leben
Shukron schloss seine Studien an der Hebräischen Universität in Jerusalem ab. Er arbeitete als Leiter der politisch umstrittenen Ausgrabungen in der sogenannten City of David außerhalb der Jerusalemer Altstadt. Inzwischen ist er Reiseführer.

## Bekannte Ausgrabungen
- 2004: zusammen mit Ronny Reich: Ausgrabungen am Teich von Siloah mit Funden aus der Zeit des Zweiten Tempels.
- 2007: zusammen mit Ronny Reich: Abwasserkanäle, mittels derer das Oberflächenwasser und Abwässer aus Jerusalem abgeleitet wurden.
- 2009: zusammen mit Ronny Reich: Pilgerstraße die zum Zweiten Tempel führte. Dieser Weg ist heute (2012) teilweise begehbar.
- 2012: zusammen mit Ronny Reich: Entdeckung im Schutt der Davidstadt südlich der Stadtmauer der Jerusalemer Altstadt der Reste eines Lehmsiegels mit der Inschrift sieben/Bethlehem/für den König. Diese Inschrift ist die erste Erwähnung der Stadt Bethlehem aus der Zeit des Salomonstempel außerhalb der Bibel.[1]